# Zaanstad
Zaanstad é um município dos Países Baixos, situado na província da Holanda do Norte. Tem 83,24 km² de área e sua população em 2020 foi estimada em 156.907 habitantes.